# José María Robles y Canelos
José María Robles y Canelos (Guayaquil, 1823 - sector de Punta de Piedra, Golfo de Guayaquil, 27 de junio de 1865) fue un capitán de fragata liberal guayaquileño hijo del prócer de la independencia de Guayaquil Ciriaco Robles García quien era hermano mayor del expresidente Francisco Robles, mientras su madre era María Isabel Canelos. José María fallecería en el año de 1865 cuando fue cogido prisionero y fusilado por orden de Gabriel García Moreno en el sector de Punta de Piedra junto al prócer de la independencia José María Vallejo y Mendoza que se encontraba vulnerable por la falta de una de sus piernas debido a la revolución marcista.

## Biografía
Existen muy pocos datos biográficos sobre este capitán de fragata pero se conoce que en el año de 1845 comandaba la Lancha Cañonera N.º 1. Ya en la presidencia de José María Urbina por el año de 1852 estaba a su cargo la comandancia del vapor de guerra Guayas que es el mismo al que en 1841 fue mandado a construir por orden de Vicente Rocafuerte siendo después comprado por el gobierno y que en pocos años específicamente en 1845 tomaría parte activa en la revolución marcista que derrocó a Juan José Flores. Ese mismo año de 1852 las autoridades le dispusieron la misión de tomar prisioneros a los antiguos floreanos liderados por Pedro Mena que estando en las Islas Galápagos intentaron utilizar a los desterrados de la isla para atacar y tomar la plaza de Guayaquil embarcándose en la goleta ballenera George Howland pero en el viaje se amotinaron dando muerte a Pedro Mena, adueñándose de la nave y convirtiéndose en verdaderos piratas liderados por Briones y que desolarían las poblaciones cercanas al Golfo de Guayaquil. Robles los captura siendo llevados a Guayaquil donde fueron sentenciados y ejecutados.
En la presidencia de su tío Francisco Robles ocupó el cargo de Capitán de Puerto ubicado en Guayaquil.
Con la caída de Francisco Robles en el año de 1859 y siendo el país gobernado bajo el puño de hierro de Gabriel García Moreno, los liberales que se encontraban desterrados en el Perú bajo el liderazgo de José María Urbina decidieron emprender una revolución siendo la primera en 1864 que no resultó, pero al año siguiente se adentraron por tierra y mar. Robles y Canelos era el comandante el vapor Bernardino. Los revolucionarios fueron derrotados por los fieles del gobierno y tomados prisioneros un total de 27 revolucionarios -antes habían fusilado a Juan Heredia y a José Marcos y Tejada a bordo del vapor Washington- de los cuales una parte serían fusilados, sin fórmula de juicio, en las playas de la Isla Puna mientras que los demás serían ejecutados en el sector de Punta de Piedra un 27 de junio de 1865 en horas de la mañana. Según dice una crónica que José María Robles saltó de la fila y le gritó a Gabriel García Moreno: 

"¡Tirano, los liberales sabemos morir! ¡ya lo verás!"

Con el triunfo de la revolución liberal el 5 de junio de 1895, a los pocos meses de haber vuelto del exilio Eloy Alfaro, ordenó a sus ministros ir en busca de los restos de los héroes de 1865, siendo recuperados y depositados en unos de nichos del Cementerio General de Guayaquil, junto a los de Vargas Torres, aunque en la actualidad su ubicación no ha podido ser hallada.